# Trädgårdssyra
Trädgårdssyra (Rumex rugosus) är en flerårig ört i släktet skräppor och familjen slideväxter. Den beskrevs först av Francisco Campderá. Inga underarter finns listade i Catalogue of Life.

## Beskrivning och användning
Trädgårdssyran är flerårig och blir 30 till 50 centimeter hög. Bladen smakar syrligt, som ängssyra, och växten är mycket härdig. Den odlades i Sverige redan på 1600-talet, men försvann sedan ur odlingarna. På den tiden ska bladen, trots sin syrlighet, ha använts som spenat, men de kommer bättre till sin rätt i en fisksoppa eller som fisksås.

## Utbredning
Trädgårdssyran är endast känd som kulturväxt och har sitt ursprung i centrala och södra Europa. Arten är reproducerande i Sverige.